# Campionati del mondo di aquathlon del 2009
I Campionati del mondo di aquathlon del 2009 si sono tenuti a Gold Coast, Australia in data 9 settembre 2009.
Nella gara maschile ha vinto il brasiliano Antonio Mansur, mentre in quella femminile la neozelandese Samantha Warriner.
La gara junior ha visto trionfare lo svizzero Alexandre Dallenbach e l'australiana Ellie Salthouse.

## Risultati

### Élite uomini
| Pos. | Nome               | Paese       | Corsa    | Nuoto    | Corsa    | Totale   |
| ---- | ------------------ | ----------- | -------- | -------- | -------- | -------- |
|      | Antonio Mansur     | Brasile     | 00:07:06 | 00:13:17 | 00:08:49 | 00:29:12 |
|      | Wesley Matos       | Brasile     | 00:07:10 | 00:13:04 | 00:09:13 | 00:29:28 |
|      | Adam Carlton       | Australia   | 00:07:37 | 00:13:13 | 00:09:44 | 00:30:36 |
| 4    | Ognjen Stojanovic  | Serbia      | 00:07:40 | 00:13:20 | 00:09:41 | 00:30:41 |
| 5    | Jamie Rhodes       | Australia   | 00:07:39 | 00:13:08 | 00:10:23 | 00:31:10 |
| 6    | Steven Worthington | Regno Unito | 00:07:21 | 00:15:18 | 00:10:06 | 00:32:46 |

### Élite donne
| Pos. | Nome              | Paese         | Corsa    | Nuoto    | Corsa    | Totale   |
| ---- | ----------------- | ------------- | -------- | -------- | -------- | -------- |
|      | Samantha Warriner | Nuova Zelanda | 00:08:07 | 00:15:13 | 00:09:52 | 00:33:10 |
|      | Maxine Seear      | Australia     | 00:08:38 | 00:14:06 | 00:10:38 | 00:33:22 |
|      | Lisa Mensink      | Paesi Bassi   | 00:08:19 | 00:14:52 | 00:10:26 | 00:33:39 |

### Junior Uomini
| Pos. | Nome                 | Paese         | Corsa    | Nuoto    | Corsa    | Totale   |
| ---- | -------------------- | ------------- | -------- | -------- | -------- | -------- |
|      | Alexandre Dallenbach | Svizzera      | 00:07:07 | 00:13:05 | 00:09:01 | 00:29:15 |
|      | Davide Uccellari     | Italia        | 00:07:12 | 00:13:09 | 00:08:55 | 00:29:16 |
|      | Drew Viles           | Australia     | 00:07:28 | 00:12:56 | 00:09:12 | 00:29:34 |
| 4    | Brian McLeod         | Australia     | 00:07:17 | 00:13:04 | 00:09:21 | 00:29:42 |
| 5    | Jason Wilson         | Barbados      | 00:07:13 | 00:13:31 | 00:09:05 | 00:29:47 |
| 6    | Joel Vikner          | Svezia        | 00:07:40 | 00:00:00 | 00:22:08 | 00:29:49 |
| 7    | Alex Ascenzi         | Italia        | 00:07:09 | 00:13:51 | 00:08:58 | 00:29:57 |
| 8    | Ryan Fisher          | Australia     | 00:07:17 | 00:13:27 | 00:09:24 | 00:30:09 |
| 9    | Livio Molinari       | Italia        | 00:07:43 | 00:12:58 | 00:09:47 | 00:30:27 |
| 10   | Ryan Smith           | Australia     | 00:07:39 | 00:12:52 | 00:09:59 | 00:30:28 |
| 11   | Jos Hoetjes          | Nuova Zelanda | 00:07:28 | 00:13:58 | 00:09:32 | 00:30:58 |
| 12   | Edward Rawles        | Nuova Zelanda | 00:07:44 | 00:13:43 | 00:09:44 | 00:31:11 |
| 13   | David Mainwaring     | Australia     | 00:07:25 | 00:14:42 | 00:09:27 | 00:31:34 |
| 14   | Luke Thomas          | Regno Unito   | 00:07:57 | 00:13:20 | 00:10:53 | 00:32:10 |

### Junior Donne
| Pos. | Nome              | Paese         | Corsa    | Nuoto    | Corsa    | Totale   |
| ---- | ----------------- | ------------- | -------- | -------- | -------- | -------- |
|      | Ellie Salthouse   | Australia     | 00:08:26 | 00:15:56 | 00:10:15 | 00:34:36 |
|      | Jasmine Johansson | Svezia        | 00:08:35 | 00:15:45 | 00:10:42 | 00:35:04 |
|      | Simmone Ackerman  | Nuova Zelanda | 00:08:42 | 00:15:36 | 00:10:53 | 00:35:14 |
| 4    | Brooke Langereis  | Australia     | 00:08:51 | 00:15:01 | 00:11:27 | 00:35:19 |
| 5    | Maddison Allen    | Australia     | 00:09:06 | 00:14:38 | 00:11:35 | 00:35:19 |
| 6    | Erin Gangelhoff   | Australia     | 00:08:50 | 00:15:30 | 00:11:19 | 00:35:38 |
| 7    | Sara Vilic        | Croazia       | 00:09:18 | 00:15:01 | 00:12:11 | 00:36:30 |

### Medagliere
| Pos. | Paese         | Oro | Argento | Bronzo |   |
| ---- | ------------- | --- | ------- | ------ | - |
| 1    | Australia     | 1   | 1       | 2      | 4 |
| 2    | Brasile       | 1   | 1       | 0      | 2 |
| 3    | Nuova Zelanda | 1   | 0       | 1      | 2 |
| 4    | Svizzera      | 1   | 0       | 0      | 1 |
| 5    | Italia        | 0   | 1       | 0      | 1 |
| 5    | Svezia        | 0   | 1       | 0      | 1 |
| 7    | Paesi Bassi   | 0   | 0       | 1      | 1 |